# كوبي سمولدرز
كوبي سمولدرز هي ممثلة كندية وعارضة أزياء سابقة ولدت في (3 أبريل 1982) من أب هولندي وأم بريطانية .اشتهرت بدور روبين شرباتسكي في المسلسل الأمريكي كيف قابلت أمكما

## وصلات خارجية
- كوبي سمولدرز على موقع IMDb (الإنجليزية)
- كوبي سمولدرز على موقع ألو سيني (الفرنسية)
- كوبي سمولدرز على موقع ميوزك برينز (الإنجليزية)
- كوبي سمولدرز على موقع تيرنر كلاسيك موفيز (الإنجليزية)
- كوبي سمولدرز على موقع أول موفي (الإنجليزية)
- كوبي سمولدرز على موقع قاعدة بيانات برودواي على الإنترنت (الإنجليزية)
- كوبي سمولدرز على موقع قاعدة بيانات الأفلام السويدية (السويدية)
- كوبي سمولدرز على موقع إن إن دي بي (الإنجليزية)
- كوبي سمولدرز على موقع ديسكوغز (الإنجليزية)
- كوبي سمولدرز على موقع قاعدة بيانات الفيلم (الإنجليزية)